# Španjolska juka
španjolska juka (lat. Yucca aloifolia),  vazdazeleno malo drvo iz porodice šparogovki, potporodica saburovki.

## Opće informacije
Yucca aloifolia je uspravno, sukulentno, zimzeleno drvo koje naraste do 8 metara visine. Biljka formira 1 - 3 glavne stabljike, svaka na vrhu ima rozetu kopljastih listova 12 - 40 cm dugih i 25 - 60 mm širokih. Stabljika može biti bez grana, ali ponekad je rijetko do gusto razgranata. Y. aloifolia ima širok raspon tradicionalnih namjena, pružajući hranu, lijekove i niz roba. Sakuplja se iz divljine za lokalnu upotrebu. Vrlo ukrasna biljka, često se uzgaja u vrtovima.

## Poznate opasnosti
Korijenje sadrži saponine. Pošto su saponini prilično otrovni za ljude, tijelo ih slabo apsorbira i stoga imaju tendenciju da prolaze kroz njih. Uništava ih i dugotrajna toplina, poput sporog pečenja u pećnici. Saponini se nalaze u mnogim uobičajenim namirnicama kao što je grah. Saponini su puno otrovniji za neka stvorenja, poput riba, a lovačka plemena tradicionalno ih stavljaju u velike količine u potoke, jezera itd. kako bi omamili ili ubili ribu.

## Rasprostranjenost
Karibi - Kuba do Dominikanske Republike; južna Sjeverna Amerika - Meksiko, Teksas do Floride, sjeverno do Sjeverne Karoline.

## Stanište
Pješčane dine na obali, povremeno do 60 km u unutrašnjosti, u borovim šumama. Također se može naći na rubovima bočatih močvara.

## Hrana
Plodovi - sirovo ili kuhano. Gusta, sočna masa gorko-slatkog sočnog mesa. Plod je dug do 10 cm i širok 4 cm.
Cvjetovi – sirovi ili kuhani. Jede se kao povrće. Ukusni su sirovi ili se mogu osušiti, zdrobiti i koristiti kao aroma. Hrskave je teksture.
Cvatuća stabljika – oguljena i kuhana. Koristi se kao šparoge.

## Ljekovitost
Plod je purgativ. Skuhan i zgnječen korijen, pomiješan s uljem, koristio se kao melem u liječenju raznih tegoba. Biljka se koristi u liječenju uhobolje. Etanolni ekstrakti iz lišća sadrže saponine i imaju protuupalno djelovanje.

## Ostale namjene
Tvrdo vlakno dobiveno iz lišća koristi se za izradu užadi, košara i strunjača.
Listovi su korišteni u nekoliko vrsta košara. Korijenje je bogato saponinima i može se koristiti kao zamjena za sapun. Usitnjavaju se i stavljaju u vodu kako bi se stvorila pjena koja se koristi za kupanje i šamponiranje. Sok iz biljke koristio se kao lak.

## Autohtone države
SAD (Alabama, Florida, Georgia, Louisiana, Mississippi, Sjeverna Karolina, Južna Karolina); Bermuda; Meksiko (Chiapas, Guerrero, Morelos, Oaxaca, Puebla, Veracruz, Yucatan). 

## Zemlje u koje je uvezena
Portugal, Španjolska, Hrvatska, Italija, Mauricijus, Pakistan, Bangladeš, Mjanmar, Filipini, Java , Australija, Bahami, Kuba, Kajmanski otoci, Jamajka, Hispaniola, Arh*hgentina, Mali Antili.

## Sinonimi
Postoje mnogobrojni sinonimi.